# Fenestraja
Fenestraja is een geslacht van kraakbeenvissen uit de familie van de Gurgesiellidae.

## Soorten
- Fenestraja atripinna (Bigelow & Schroeder, 1950)
- Fenestraja cubensis (Bigelow & Schroeder, 1950)
- Fenestraja ishiyamai (Bigelow & Schroeder, 1962)
- Fenestraja maceachrani (Séret, 1989)
- Fenestraja mamillidens (Alcock, 1889)
- Fenestraja plutonia (Garman, 1881)
- Fenestraja sibogae (M. C. W. Weber, 1913)
- Fenestraja sinusmexicanus (Bigelow & Schroeder, 1950)